# Inmigración asiática en Hawái
La mayoría de los primeros colonos asiáticos en Estados Unidos fueron a Hawái. Gran parte de estos primeros inmigrantes se trasladaron a las islas como jornaleros para trabajar en las plantaciones de caña de azúcar, piña y coco. Estos primeros migrantes han tendido a quedarse, aunque algunos regresaron a sus países de origen. También ha habido inmigración reciente a Hawái de más grupos étnicos asiáticos, incluidos los tailandeses, indonesios y vietnamitas.

## Filipinos
Los filipinos, como la mayoría de los inmigrantes del sudeste asiático en Hawái, trabajaban en las plantaciones de azúcar. En 2010, los filipinos superaron a los japoneses como el grupo étnico más grande. En el momento del censo de 2000, eran el tercer grupo étnico más grande de las islas.
El 85% de los filipinos en Hawái tienen su ascendencia en la región de Ilocos, situada en el norte de la isla de Luzón.[cita requerida]

## Japoneses
Hasta 2010, las personas de ascendencia japonesa constituían la mayor parte de la población de Hawái. Después del estallido de la Segunda Guerra Mundial, más de 110.000 estadounidenses de origen japonés en el territorio continental de Estados Unidos, que en su mayoría vivían en la costa oeste, se vieron obligados a ingresar en campos de concentración. Sin embargo, en Hawái, donde más de 150,000 japoneses-estadounidenses componían más de un tercio de la población, sólo entre 1.200 y 1.800 fueron internados en esos campos de concentración.

## Coreanos
Los coreanos vinieron principalmente a las islas hawaianas para trabajar en las plantaciones de caña de azúcar y de piña, pero algunos, incluida la familia de Mary Paik Lee, llegaron al continente (generalmente a California ) después de experimentar una discriminación extrema.

## Chinos
Los chinos descubrieron las islas hawaianas en 1778; el mismo año que el explorador inglés James Cook . Pocos también llegaron a las islas entre la tripulación de James Cook. Hoy en día, algunos chinos nacidos en las islas hawaianas pueden presumir de ser de séptima generación.
El 75% de la comunidad china de Hawái está formada por cantoneses con ascendencia de Zhongshan y Guangdong principalmente.[cita requerida]

## Indios
Las personas de origen indio no llegaron a Hawái en cantidades considerables, y las que lo hicieron no se quedaron por mucho tiempo. Muchos de los primeros inmigrantes indios se detuvieron en Hawái solo para ganar suficiente dinero para navegar hacia el continente americano desde mediados hasta fines del siglo XIX hasta el siglo XX.
Un indio notable en Hawái fue Dalip Singh Saund, quien el 13 de septiembre de 1910 llegó a Honolulu desde su pueblo natal en el Punyab, India, a la edad de 14 años. Trabajó en los campos de caña de azúcar durante unos dos meses para ganar suficiente dinero para continuar hasta California. El 18 de noviembre de 1910 llegó a Angel Island. En un momento, Saund fue el mayor productor de apio del país.

## Okinawenses
Cuando Japón anexó Okinawa (antes conocido como el Reino de Ryukyu), la economía de Okinawa comenzó a declinar. Como resultado, hubo una creciente demanda para que el gobierno japonés permitiera a los okinawenses emigrar a otros lugares. El primero de estos okinawenses llegó a Hawái en 1899 bajo la supervisión de Kyuzo Toyama, conocido como el "padre de la emigración de los okinawenses".
Los okinawenses en Hawái tienden a verse a sí mismos como un grupo distinto de los japoneses en Hawái. El Centro de Estudios de Okinawa de la Universidad de Hawaiʻi (Mānoa) estima que la comunidad okinawense en Hawái tiene entre 45,000 y 50,000 personas, lo que representa el 3% de la población de Hawái.